# بيتا ستيفنز
بيتا ستيفنز (بالإنجليزية: Peta Stephens)‏ هي لاعبة كرة الشبكة أسترالية، ولدت في 15 أبريل 1978 في بريزبان في أستراليا.